# Servitud (dret romà)

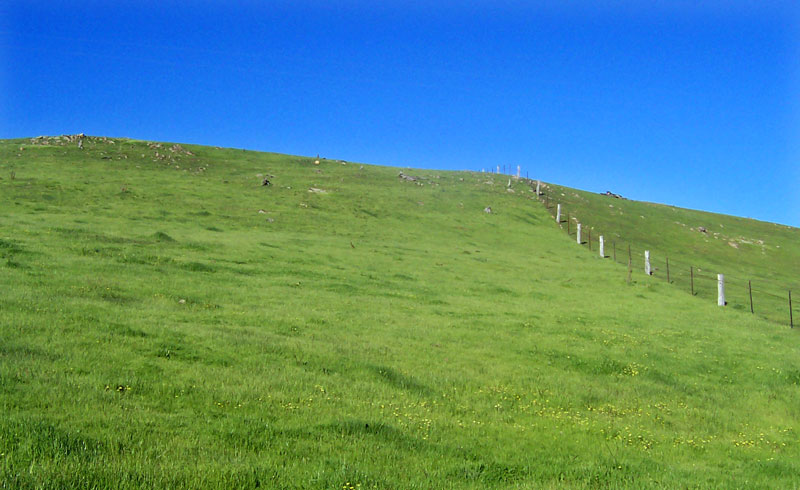
Un camp com aquest, representa un possible tipus de predi.

En dret romà, la servitud predial (del llatí iura praedorium o servitutes praediorum), o simplement servitud (servitutes), és un dret real que els propietaris de finques veïnes poden establir voluntàriament, perquè una finca o predi anomenada servent presti a una altra, anomenada dominant, l'avantatge permanent d'un ús limitat. Com a relacions d'ús, les servituds són drets fonamentalment solidaris i indivisibles, sent això últim el que ocasiona que la servitud romangui íntegra malgrat que qualsevol predi implicat es divideixi. A més, tampoc no hi ha la possibilitat d'una adquisició o extinció parcial.
Com a tipus de concurrència de drets que és, la servitud produeix una limitació de la propietat del predi servent. És aquest el que pateix el gravamen, però el propietari en cap moment queda personalment obligat, ja que les servituds són un dret real limitat que recau sobre finques. Encara que per part del predi servent la servitud suposi una tolerància, des de la perspectiva del dominant aquesta pot consistir en una intromissió (immissio) lícita sobre el predi que actua com a servent (servitud positiva), o en un dret a impedir (ius prohibendi) determinats actes en el predi servent (servitud negativa). Quan la servitud es pot reconèixer per un signe visible, manifest, etc., com pot ser una finestra o un canal, la servitud s'anomena aparent, mentre que en el cas oposat, és a dir, quan manca aquest signe, la servitud rep el nom de no aparent.
Al principi, les immissions en béns immobles aliens no estan permeses legalment, pel que el propietari té la possibilitat d'impedir-les (ius prohibendi), i en cas de persistència, pot acudir als interdictes uti possidetis i quod vi aut clam o a les accions negatòries corresponents. Per la seva part, el propietari pot fer a la seva finca tot el que estimi convenient sempre que les seves accions no comportin una intromissió en l'immoble veí.

## Tipus de servituds
Les servituds prdials es tipifiquen partint del seu contingut específic. Tot i que no hi ha motiu per a pensar que la jurisprudència no pogués reconèixer més tipus de servituds que els que apareixen estipulats en les seves obres casuístiques, hi ha una sèrie establerta d'aquests tipus, que els autors escolàstics varen agrupar en servituds rústiques i urbanes; depenent si es referien a poder passar o portar aigua per la finca veïna, entre altres avantatges de caràcter marcadament agrícola, o si versaven sobre comoditats d'una edificació que s'imposa al veí. Principalment, fou la primera Jurisprudència clàssica la que s'encarregà de la casuística de les servituds, postura que li va suposar una sèrie de crítiques per part no juristes, com és el cas de Ciceró, que consideraven aquestes qüestions ridícules.

### Principals servituds predials rústiques

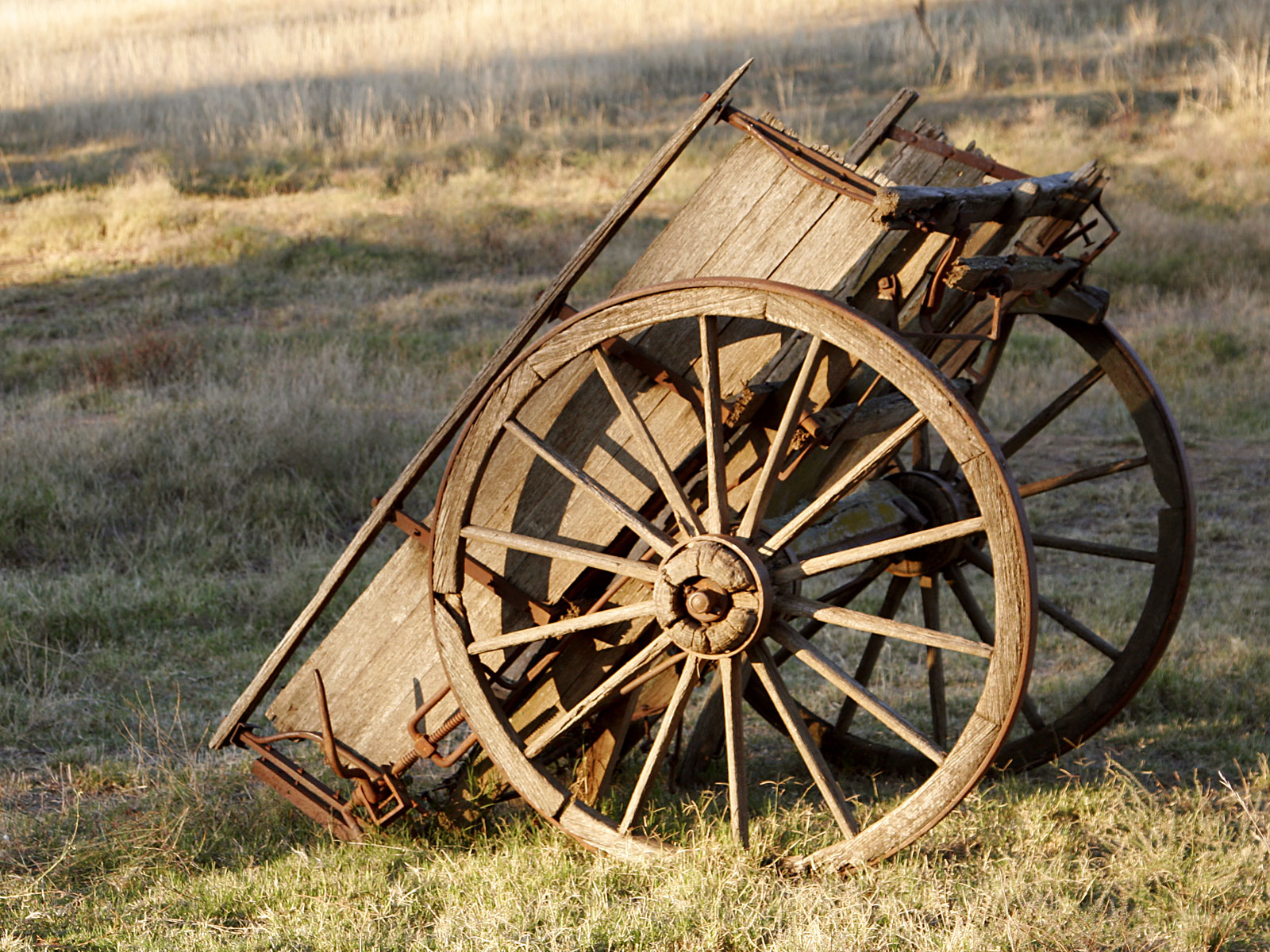
El camí per a carros constituïa un tipus de servitud predial rústica.

Les servituds rústiques més importants són les de pas, a peu o a cavall (iter), la de pas de ramat (actus) o camí per a carros (via). També tenen rellevància les de conducció d'aigua per superfície (aquae ductus), extracció d'aigua (aquae haustus) que segons la interpretació jurisprudencial porten aparellat l'accés al pou o a la deu (iter ad hauriendum) i la facultat de poder llançar l'aigua a finca veïna (aquae immissio).

### Principals servituds predials urbanes
Les servituds urbanes més destacables són les de llums, ja sigui en la seva variant de poder obrir finestres (ius luminum), evitar que el veí elevi l'edificació present (ius altius non tollendi) o dret de vistes (ius ne prospectui vel luminibus officiatur). D'altres són les servituds de desguàs (cloaca), suport de biga (ius tigni immittendi) o càrrega d'una sobreconstrucció (ius oneris ferendi). En últim lloc es troben les de sortints, per deixar caure l'aigua de la pluja des de la teulada (ius stillicidii) o per un canaló (ius fluminis), i la de projectar balcons o terrasses sobre un predi veí (ius proiiciendi protegendive).

## Defensa processal
El propietari del predi dominant comptava amb una vindicatio servitutis  (és possible que aquesta també aparegui denominada com acció confessòria en els escrits pertanyents a l'època postclàssica) que podia exercitar contra el titular o el posseïdor del predi servent, o contra qualsevol altra persona que no permetés desenvolupar l'exercici de la servitud. La vindicatio servitutis que es caracteritzava per la seva similitud amb l'acció reivindicatòria, contenia una clàusula arbitrària que feia més fàcil l'absolució a canvi d'una caució de no continuar pertorbant (de non amplius torbant). Aquesta mateixa caució era exigida pel pretor a la persona que no es defensava de la vindicatio servitutis amb la intenció que no s'impedís l'ús de la servitud mentre no s'exercitava l'acció negatòria i es declarava com a inexistent a la servitud. Alhora, al que no acceptava l'acció negatòria se li exigia una caució de no exercir la servitud negada en tant no recaigués una sentència favorable a ell. En altres situacions, l'ús de les servituds podia ser defensat per mitjà d'interdictes especials. Si bé, l'interdicte uti possidetis no era aplicable, en consistir la servitud en un ús i no en una possessió.
Contra les obres que s'iniciaven al predi veí i que atemptaven contra la integritat d'un dret de servitud, el titular del predi dominant disposava d'un interdicte restitutori, que tenia com a objectiu la destrucció del que havia estat fet, sempre que l'obra no estigués acabada. Per poder exercir aquest interdicte, el demandant havia d'haver fet anteriorment una denúncia al constructor de l'obra nova (novi operis nuntiatio). Quan la denúncia era acceptada per part del magistrat, aquest mateix exigia del denunciat que deixés caució d'indemnitzar en el supòsit que fos vençut en la vindicatio servitutis que exercitaria el denunciant. Si no s'atorgava aquesta caució, el que procedia era l'interdicte, pel que el magistrat passava a defensar el denunciant que impedia que se seguís endavant amb l'obra davant l'interdicte uti possidetis del constructor. Tanmateix, si la caució era prestada, el magistrat dispensava la denúncia (nuntiatio remissa) i s'esperava el resultat de l'acció real.

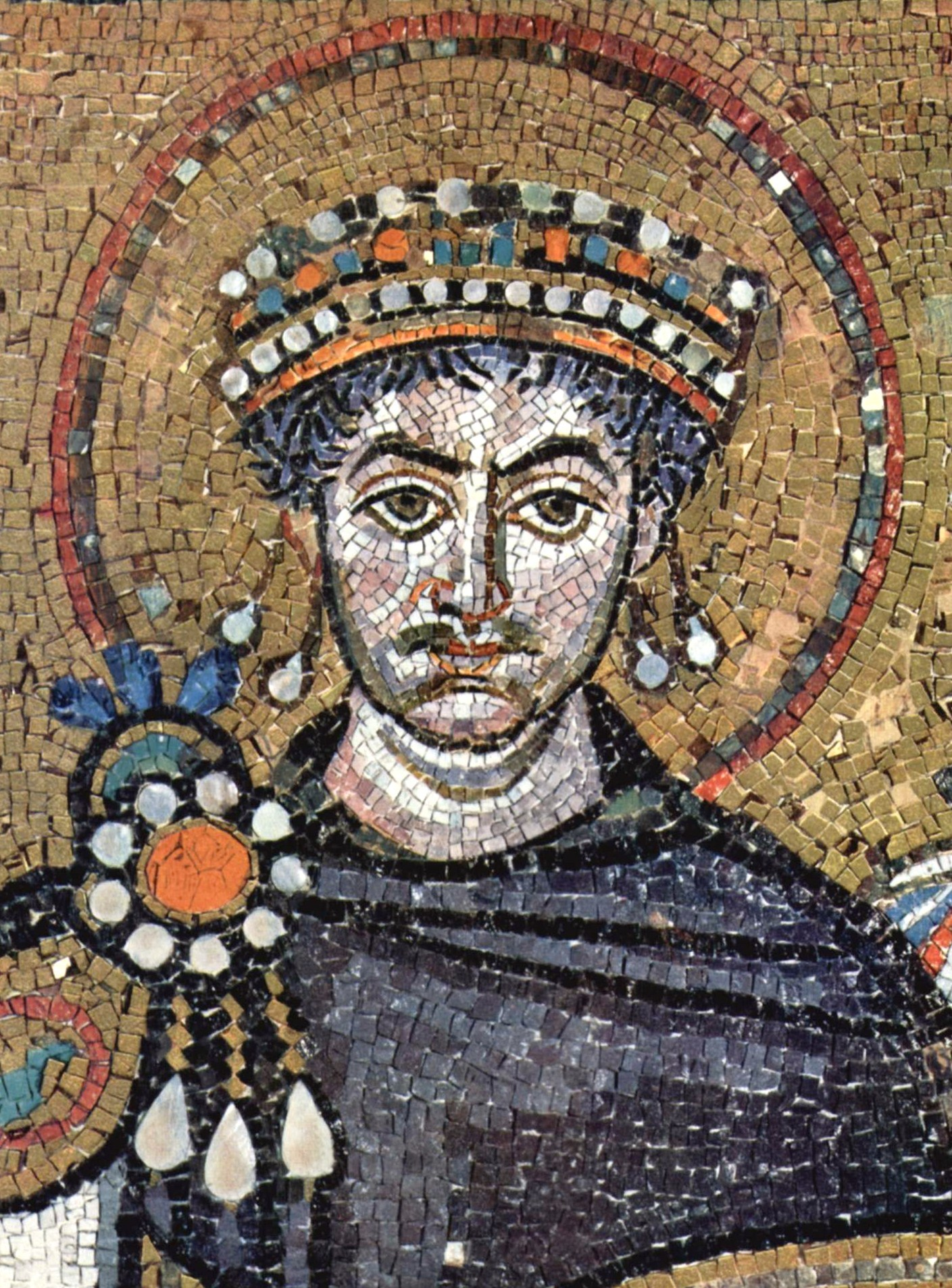
Mosaic de Justinià I en l'Església de San Vital a Rávena

## Constitució
La manera més freqüent de constituir una servitud era la in iure cessio en una vindicatio servitutis que iniciava el propietari del futur predi dominant contra el del futur predi servent; també era habitual que fos constituïda mitjançant un llegat vindicatori o adjudicació judicial. Pel que fa a les antigues servituds de pas i conducció d'aigua sobre finques itàliques, es pot esmentar que aquestes podien adquirir-se per mancipatio, ja que tenien la consideració de cap de res mancipi igual com els predis entre els quals s'establien. Les servituds van poder ser usucapides fins que va aparèixer la denominada llei 'Scribonia' (emesa en el segle i aC, que va suprimir la possibilitat d'usucapir servituds amb la finalitat d'evitar que es consolidessin per negligència o absència dels propietaris). Tanmateix, la usucapió es va mantenir en aquells casos de recuperació d'una servitud extingida per desús. Mentrestant, en els predis provincials, les servituds, amb freqüència, es constituïen a través de convenis escrits (pactiones et stipulationes).
La constitució de servituds podia produir-se d'una manera directa o indirecta. És a dir, també era permissible la seva constitució per mitjà de la reserva de les mateixes en un acte d'alienació de la propietat, ja fos en un acte de disposició inter vivos o mortis causa.

## Extinció
Existien diversos supòsits que comportaven una extinció de les servituds establertes: en primer lloc, quan els dos predis (servent i dominant) passaven a tenir un mateix propietari la servitud desapareixia en virtut d'un principi que deia que no hi podia haver una servitud sobre cosa pròpia. En resum, l'extinció de la mateixa es produïa per confusió.
En segon lloc, la servitud s'extingia davant d'una renúncia del titular, per mitjà de l'ús d'una in iure cessio en una acció negatòria. També desapareixia per desús o inexistència de prohibició respecte als actes contraris a una acció negativa durant un bienni (amb Justinià I el termini es va augmentar fins als deu anys, igual com la longi temporis praescriptio). Finalment, la servitud s'extingia per pèrdua de la utilitat del servei a conseqüència d'un canvi al predi, inundació definitiva, i en general, qualsevol altre fenomen que comportés una inutilitat de la mateixa (en alguns casos, com succeïa quan el curs d'un riu es retirava d'un predi que havia estat ocupant de forma permanent o quan desapareixia la confusió de la propietat, les servituds podien ser restablertes).